# 马丁·瓦尔德泽米勒
马丁·瓦尔德泽米勒（德語：Martin Waldseemüller；约1470年—1520年3月16日），又译作马丁·瓦尔德塞弥勒、马丁·瓦耳德西姆勒，德意志人地图学家。他与马蒂亚斯·林曼为了向佛罗伦萨的探险家亚美利哥·韦斯普奇表示敬意，在《瓦尔德塞弥勒地图》中使用表示新大陆（美洲），被普遍认为是最早在地图上使用该词的人。瓦尔德泽米勒也是最早将南美和亚洲分开绘图，并首创印刷版挂图的制图学者。

## 生平

《瓦尔德塞弥勒地图》

马丁·瓦尔德泽米勒出生于神聖羅馬帝國沃尔芬韦勒，后与父母移居至布赖斯高地区的弗赖堡，母亲是博登湖附近的拉多尔夫采尔人。
瓦尔德泽米勒毕业于弗莱堡大学，毕业后的欧洲正逢中世纪结束、文艺复兴开始。瓦尔德泽米勒在洛林公国（今德国、法国、比利时、卢森堡四国交界处）圣迪耶（Sankt Diedolt）的一所高中工作，并于1507年4月25日发表了自己绘制的球状世界地图和12块面板构成的世界挂图，即《瓦尔德塞弥勒地图》。之后，球状地图、挂图和相关研究共同出版成《宇宙学入门》一书，本书的文字部分并不十分著名，内容只有一本小册子的大小，最重要的价值在于两个地图，这是世界上首次以亚美利加称呼新大陆的地图。《宇宙学入门》在圣迪耶印刷。在《宇宙学入门》第一部分的第九章，瓦尔德泽米勒的好友和助手，一位同样希望将新大陆命名为亚美利加的诗人马蒂亚斯·林曼，解释为什么以亚美利加称呼新大陆：

 自探险家亚美利哥起……就好像是亚美利哥的土地了，因此叫亚美利加。

之后，瓦尔德泽米勒开始考虑更改对新大陆的称呼，一是因为瓦尔德泽米勒同时代的一些人反对以亚美利哥·韦斯普奇的名字命名，反对者认为亚美利哥对新大陆探索的功劳还没到能以其名字命名的地位；二是因为，最早亚美利加只是指美洲周边岛屿和南美洲的东北海岸。在1513年再版的地图中，瓦尔德泽米勒将美洲标注为“未知之地”（terra incognita）。但因已发行了1000份世界地图，亚美利加的名称一直保留 。
挂图在后来长期失传，一直到神父约瑟夫·费舍尔于沃尔夫埃格城堡的图书馆意外发现了地图原本，瓦尔德泽米勒所作地图才重新被找到。2001年，当地与美国国会图书馆达成购图协议，2003年5月正式购得，国会图书馆将该图放置在图书馆入口处的大厅中。
瓦尔德泽米勒于1520年3月16日在洛林的圣迪耶（现属法国）去世，去世时仍是圣迪耶的修士会的成员 。

## 纪念
弗莱堡政府在瓦尔德泽米勒故居前树立一座纪念碑，联合国教科文组织将瓦尔德泽米勒所作地图列入世界历史文献遗产。

## 拓展阅读
- John Hessler: The Naming of America: Martin Waldseemüller's 1507 World Map and the Cosmographiae Introductio, Library of Congress, 2007 [永久]
- David Brown: 16th-Century Mapmaker's Intriguing Knowledge, in: Washington Post, 2008-11-17, p. A7
- Toby Lester: Putting America on the Map, Smithsonian, Volume 40, Number 9, p. 78, December 2009